# Nagrody Telewizyjne Towarzystwa Sztuk Filmowych i Telewizyjnych 1963

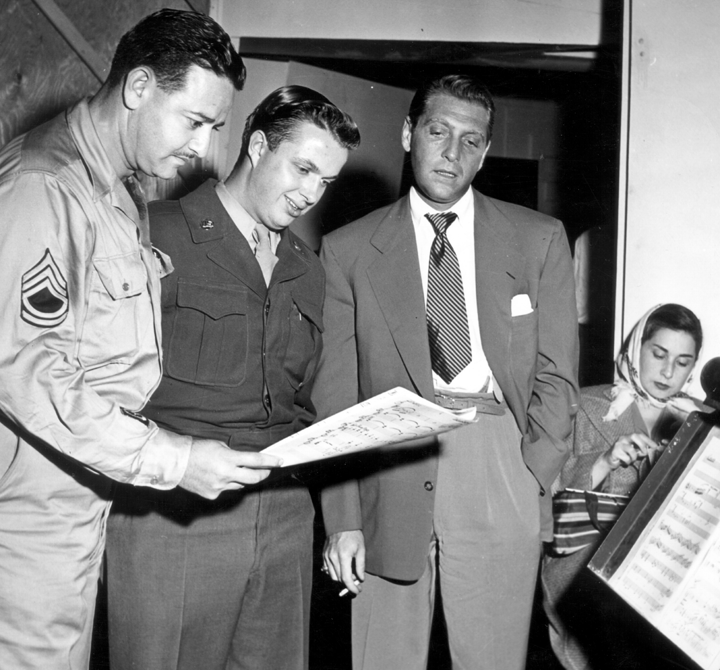
David Rose (trzeci od lewej), jeden z laureatów nagrody dla najlepszego producenta dramatycznego

Nagrody Telewizyjne Towarzystwa Sztuk Filmowych i Telewizyjnych 1963 – dziewiąta edycja nagród, znanych od 1976 jako Nagrody Telewizyjne Akademii Brytyjskiej, zorganizowana w 1963 roku. 

## Lista laureatów
- Najlepszy aktor: Harry H. Corbett
- Najlepsza aktorka: Brenda Bruce
- Najlepsza osobowość w rozrywce: Michael Bentine
- Najlepszy scenarzysta: Troy Kennedy Martin
- Najlepszy scenograf: Eileen Diss
- Najlepszy producent dramatyczny: David Rose, Charles Jarrott
- Najlepszy producent rozrywkowy: Duncan Wood
- Najlepszy producent publicystyczny: Richard Cawston
- Nagroda im. Desmonda Davisa za zasługi dla telewizji: Cecil McGivern
- Nagroda Specjalna: Geoffrey Cox